# Баксанська ГЕС
43°39′18″ пн. ш. 43°23′49″ сх. д. / 43.65510833° пн. ш. 43.39690833° сх. д.
Баксанська гідроелектростанція — ГЕС на річці Баксан в Баксанському районі Кабардино-Балкарії, в селі Атажукіно. Побудована за планом ГОЕЛРО, Баксанська ГЕС є однією із найстаріших гідроелектростанцій Росії. Станція сильно постраждала в ході Другої світової війни, будучи підірваною спочатку радянськими, а потім німецькими військами, але була в короткий термін відновлена. До кінця 1950-х років Баксанська ГЕС була основною електростанцією енергосистем Ставропольського краю та Кабардино-Балкарії. 21 липня 2010 року станцію було виведено з ладу в результаті диверсії і до грудня 2012 року було повністю відновлено та реконструйовано.
21 липня 2023 року на електростанцію напали четверо бойовиків з угруповання бойовиків «Кавказький емірат». Двоє охоронців загинули, два енергоблоки здетонували